# Macalpinomyces eriachnes
Macalpinomyces eriachnes är en svampart som först beskrevs av Thüm., och fick sitt nu gällande namn av Langdon & Full. 1977. Macalpinomyces eriachnes ingår i släktet Macalpinomyces och familjen Ustilaginaceae.   Inga underarter finns listade i Catalogue of Life.